# Baunutzungsplan
Der Baunutzungsplan in seiner Fassung vom 28. Dezember 1960 ist ein vorbereitender Bauleitplan für West-Berlin im Sinne des § 5 BauGB. In Verbindung mit der Bauordnung für Berlin vom 21. November 1958 und förmlich festgestellten Baufluchtlinien gilt er als qualifizierter Bebauungsplan. Er beinhaltet übergeleitetes, noch heute verbindliches Planungsrecht.
Der Baunutzungsplan legt Art und Maß der baulichen Nutzung fest. Diese Festlegungen werden durch Bestimmungen der Bauordnung von 1958 konkretisiert, etwa zur Zulässigkeit von Art und Maß der Nutzung sowie hinsichtlich der zulässigen Bebauungstiefe oder der Gebäudehöhe. Er bildet auch heute noch die Grundlage planungsrechtlicher Entscheidungen in den westlichen Bezirken Berlins, sofern kein neueres Planungsrecht z. B. durch einen Bebauungsplan besteht.
Die Vorgaben des Baunutzungsplans hinsichtlich des Maßes der baulichen Nutzung sind auch für stark verdichtete Innenstadtgebiete hinsichtlich der Geschossflächenzahl (GFZ) auf 1,5 begrenzt. Der Gebäudebestand im Innenstadtbereich weist aber in der Regel eine GFZ von 2,0 bis 4,0 auf. In der behördlichen Genehmigungspraxis wird deshalb häufig eine Befreiung nach § 31 Baugesetzbuch (BauGB) erteilt.
Die Planungsprinzipien des Baunutzungsplans seien deshalb nicht mehr Maßstab für die städtebauliche Entwicklung und Ordnung. Er habe insbesondere für die Innenstadt seine Steuerungsfunktion verloren.